# Certificat d'aptitude aux fonctions de professeur des écoles maîtres formateurs
Le certificat d'aptitude aux fonctions de professeur des écoles maîtres formateurs (CAFIPEMF) est le diplôme requis pour devenir formateur dans le premier degré dans l'Éducation nationale en France.